# Alfredo d’Escragnolle Taunay

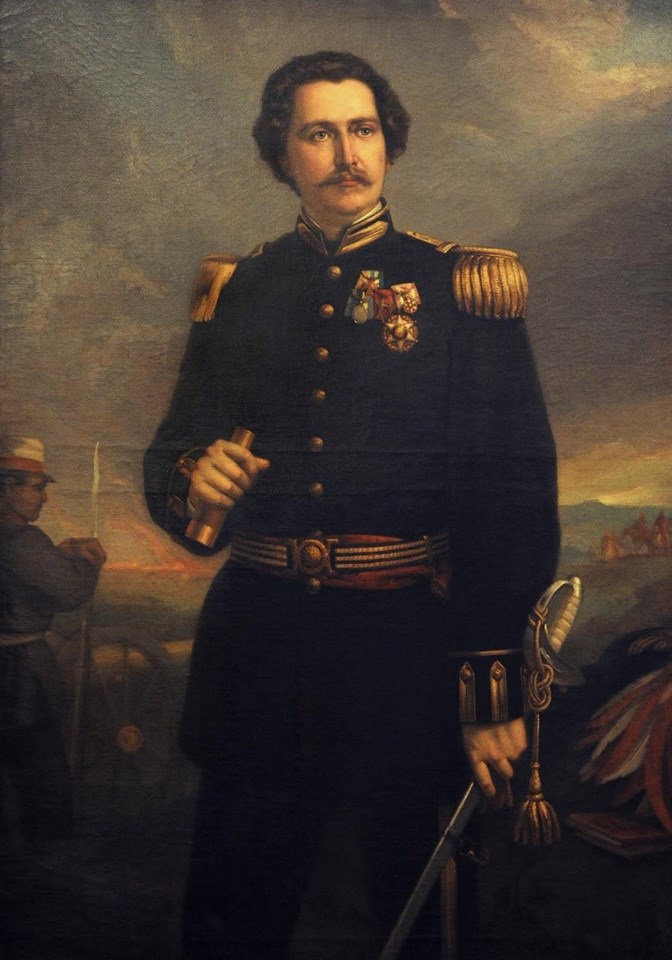
Porträt Alfredo d’Escragnolle Taunay, Gemälde von Louis-Auguste Moreaux.

Wappen de Visconde de Taunay.

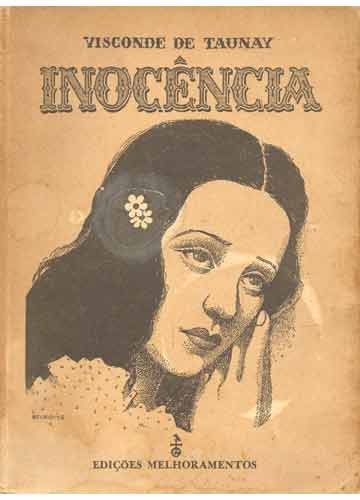
Umschlag des Romans Inocência.

Alfredo Maria Adriano d’Escragnolle Taunay, 1. Visconde de Taunay (* 22. Februar 1843 in Rio de Janeiro; † 25. Januar 1899 ebenda), war ein brasilianischer Schriftsteller, Militäringenieur, Politiker und Historiker des Kaiserreichs Brasilien.

## Leben
Alfredo Taunay wurde in Rio de Janeiro in eine aristokratische Familie französischer und englischer Herkunft geboren. Sein Vater, Félix Émile Taunay, 2. Baron von Taunay, war Maler, Professor und Direktor der Academia Imperial de Belas Artes, und sein Großvater väterlicherseits, 1. Baron von Taunay, war ebenfalls ein bekannter Maler, Nicolas-Antoine Taunay, Mitglied der Missão Artística Francesa (Französische Kunstmission). Seine Mutter, Gabrielle Herminie de Robert d’Escragnolle, war Schwester des Gastão d’Escragnolle, Baron d’Escragnolle, Tochter von Alexandre-Louis-Marie de Robert, Graf d’Escragnolle, Nichte des Henrique Pedro Carlos de Beaurepaire-Rohan, Visconde de Beaurepaire-Rohan, und Enkelin von Jacques Antoine Marc, Graf von Beaurepaire.
Am 6. September 1889 erhielt er von Kaiser Peter II. den Adelstitel eines Grafen als Visconde de Taunay. Mit der Ausrufung der Republik im selben Jahr verließ Taunay die Politik.
1897 war er Mitgründer der Academia Brasileira de Letras und hatte den Stuhl Nr. 13 inne.
Er war verheiratet mit Cristina Teixeira Leite, Tochter des Barons von Vassouras, Enkelin des ersten Barons von Itambé und Großnichte des Barons von Aiuruoca. Er starb 55-jährig an Diabetes mellitus. Sein Sohn war der Historiker Afonso d’Escragnolle Taunay.

## Politik
Er war Gouverneur der Provinz Santa Catarina vom 7. Juni 1876 bis	2. Jan. 1877 und Gouverneur der Provinz Paraná vom 29. September 1885 	bis 3. Mai 1886.

## Werke
Als Autor benutzte er die Pseudonyme Sílvio Dinarte, Heitor Malheiros, Anapurus, Carmontaigne, Eugênio de Melo, Múcio Scoevola und Flávio Elísio.
- Mocidade de Trajano. 1870. (französisch)
- La retraite de Laguna. 1872. (französisch)
  - A retirada da Laguna. (Übersetzer: Salvador de Mendonça). 1874. (portugiesisch)
- Inocência. 1872.
- Lágrimas do coração. 1873.
- Histórias brazileiras. 1874.
- Da mão à boca se perde a sopa. 1874.
- Ouro sobre azul. 1875.
- Narrativas militares. 1878.
- Por um triz, Coronel. 1880.
- Céus e terras do Brasil. 1882.
- Estudos críticos.  2 Bände. 1881 und 1883.
- Amélia Smith. 1886.
- O Encilhamento. 1894.
- No declínio. 1899.
- Reminiscências. 1908.
- Trechos de minha vida. 1911.
- Viagens de outrora. 1921.
- Visões do sertão. 1923.
- Dias de guerra e do sertão. 1923.